# Filtre à café

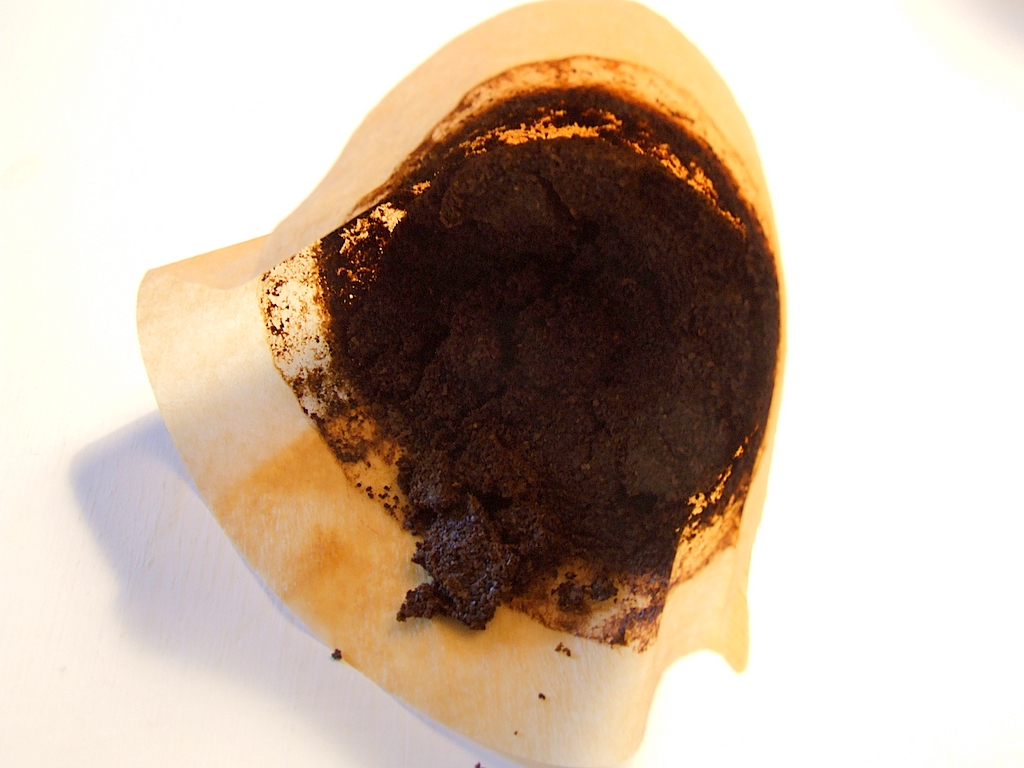
Filtre à café usagé.

Un filtre à café est un filtre contenant du café moulu sur lequel est versé de l'eau frémissante, servant ainsi à préparer un café filtre sans dépôt. Généralement (au XXIe siècle) fabriqué en papier jetable et placé dans une cafetière, il est en acier inoxydable lorsqu'il est utilisé pour préparer le café indien. Le filtre à café permanent dispose d'un tamis en nylon ou en métal (bronze, acier inoxydable).
Les filtres en papier retiennent des composants huileux appelés diterpènes. Ces composés organiques, présents dans le café non filtré, semblent augmenter le risque de maladie coronarienne. Les filtres à tamis en métal ou en plastique ne suppriment pas ces composants.

## Histoire

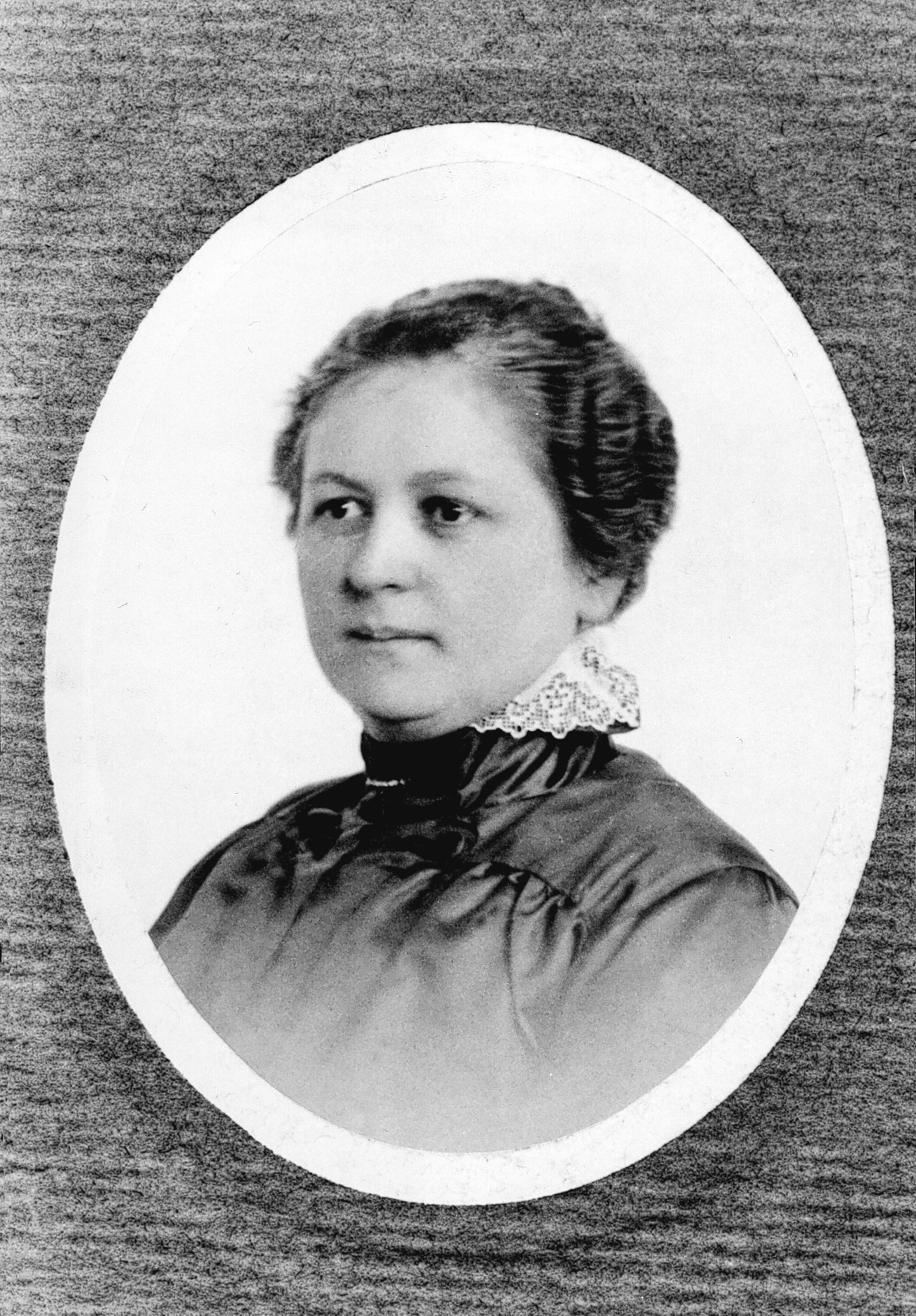
Melitta Bentz

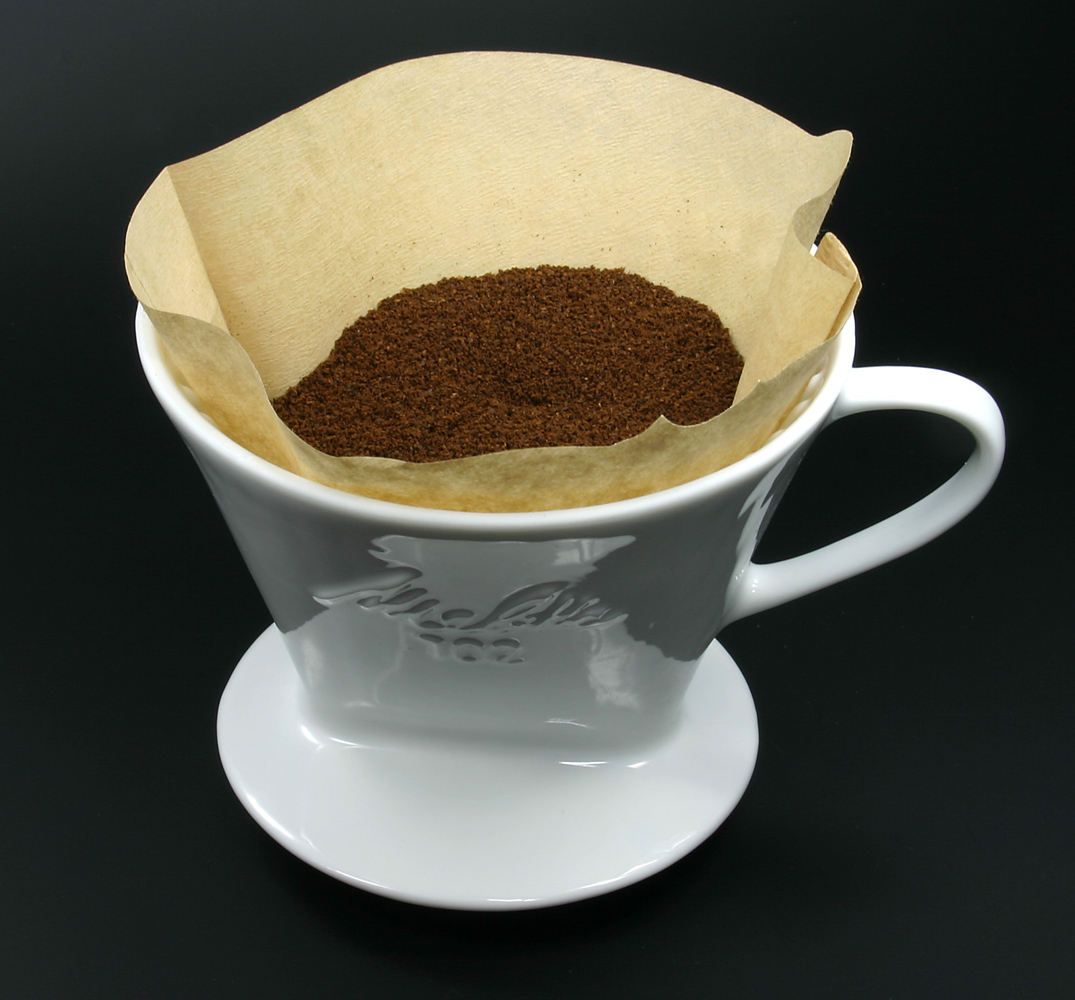
Filtre à café Melitta.

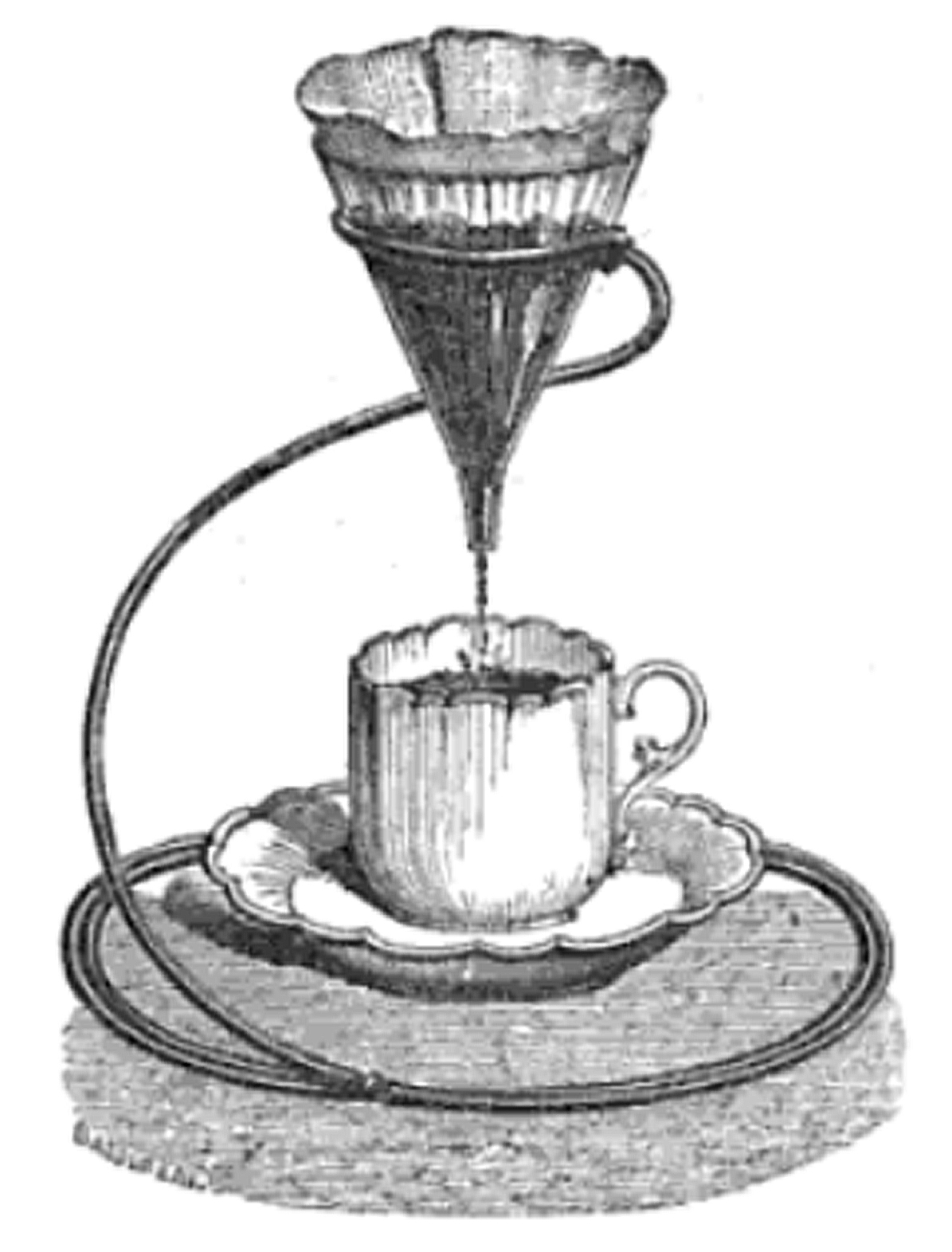
Filtre en flanelle placé sur un support en fil de laiton ou de cuivre en 1868.

À l'origine, le filtre était une chaussette, d'où l'expression « jus de chaussette » qui peut, encore aujourd'hui, désigner un café.
Les filtres ont été fabriqués dans divers matériaux.  Il est fait mention, par exemple, de l'étain en 1835 ou de laine blanche ; cette dernière matière était utilisée pour des filtres coniques en Hollande au XIXe siècle.
La chausse, filtre en coton pouvant rappeler la forme d'une chaussette, cerclé de fer ou d'aluminium, était courante et souvent remplacée, dans les classes populaires pauvres, par une vraie chaussette. Les pauvres gens ne pouvant s'offrir un café de qualité, l'expression jus de chaussette est devenue familièrement synonyme de café.

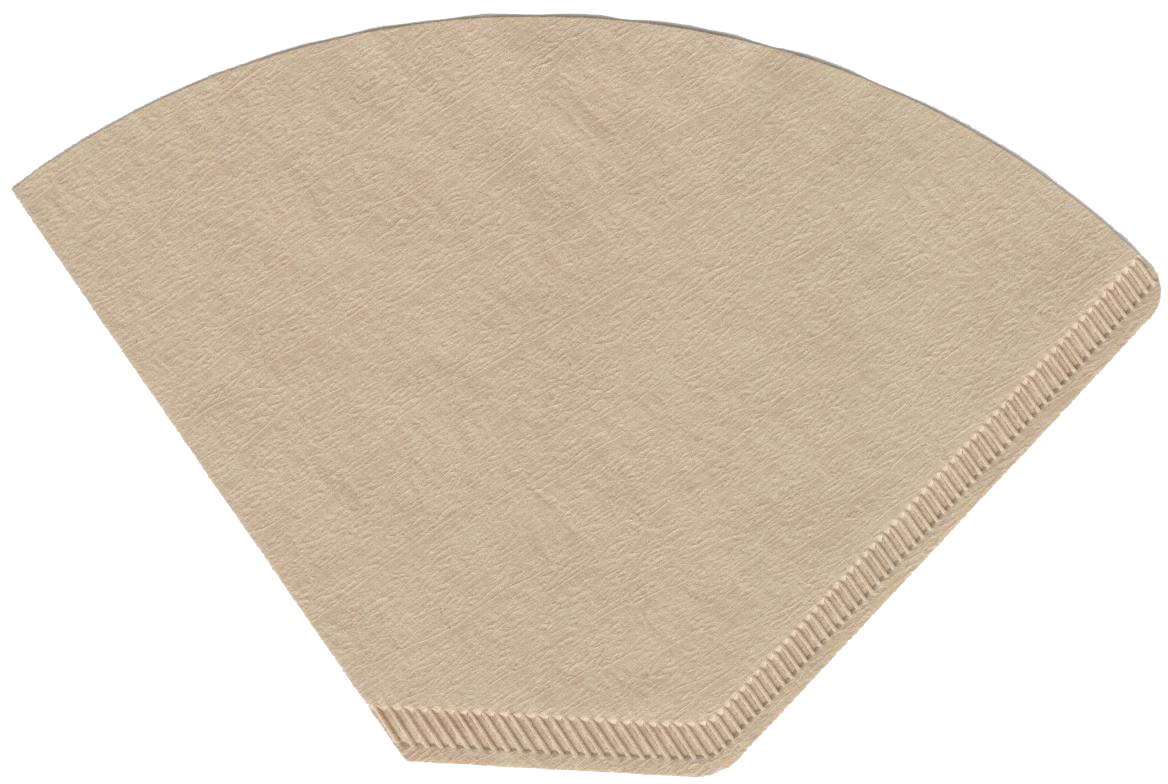
Filtre à café de forme conique.

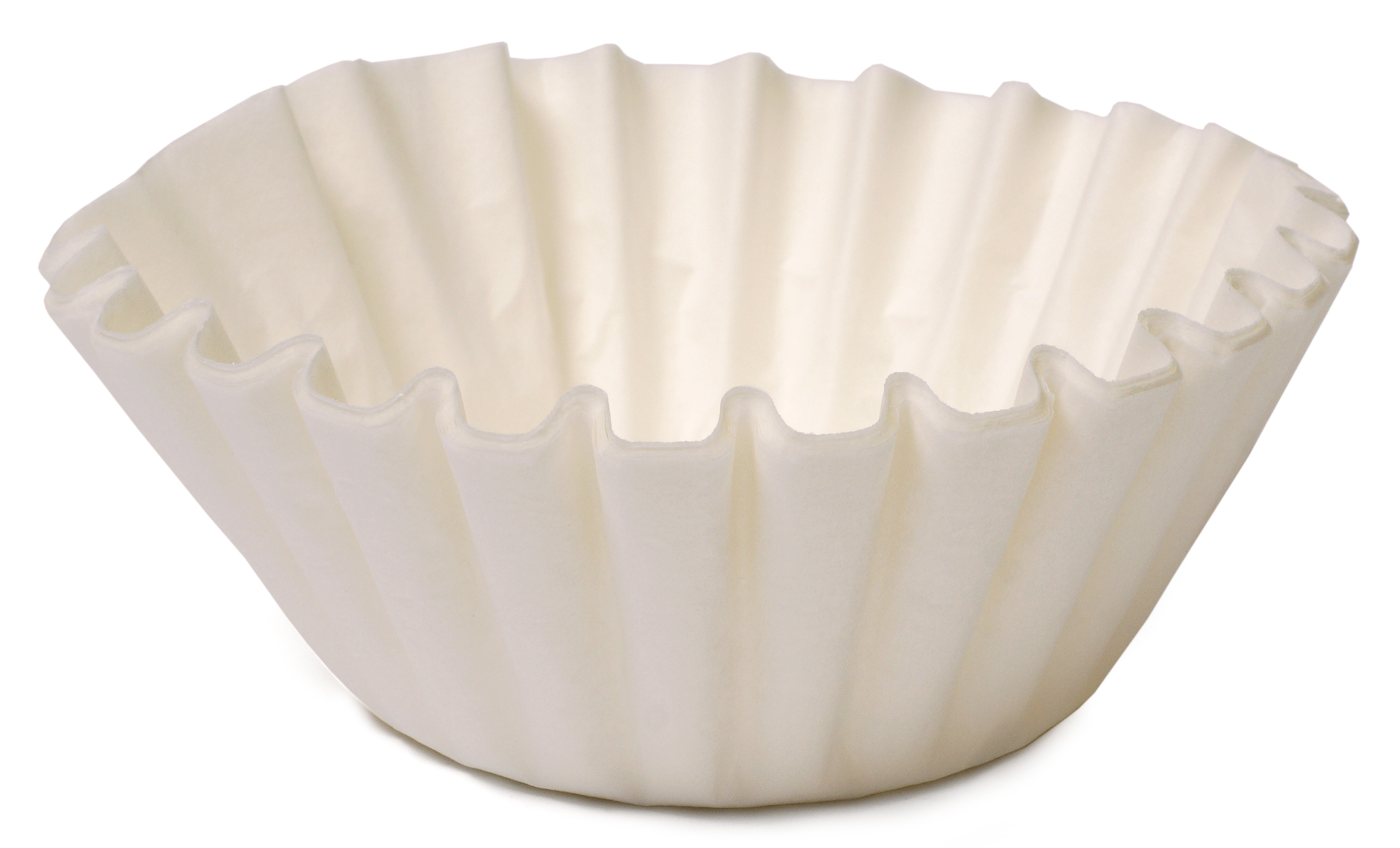
Filtre en papier plissé.

Melitta Bentz, une ménagère de Dresde, trouvant que les cafetières de son époque avaient tendance à trop infuser le café, ce qui donnait un goût amer au breuvage, et que les filtres en linge laissaient du marc dans le café, eut l'idée en 1908, après plusieurs expérimentations, de percer des trous avec un clou dans le fond d'un pot à café en laiton et d'ajouter un second filtre en plaçant une feuille de papier buvard prélevé dans un cahier d'école de son fils, inventant ainsi le filtre à café en papier. Face à l'enthousiasme suscité par son café moins amer, elle déposa le 20 juin un brevet au Bureau Royal des Patentes de Berlin où il fut enregistré le 8 juillet 1908. Avec un capital de départ de 73 reichspfennig, elle fit inscrire au registre du commerce de Dresde le 15 décembre la société M. Bentz (le futur groupe Melitta) qui, associée à un ferblantier, vendit 1 200 filtres à café à la foire de Leipzig en 1909.
Ce filtre adopte en 1932 une forme conique puis est plissé afin d'augmenter sa surface d'échange et faire couler plus rapidement le café. Confectionné dans un morceau de papier soudé de chaque côté, il est toujours employé au XXIe siècle dans le domaine domestique.
En 1940, la porcelaine remplace le métal afin de mieux conserver les arômes.

## Filtre en papier
Le filtre en papier est fabriqué à partir de papier crépé d'un grammage d'environ 100 g/m2 et formé de filaments d'environ 20 µm de large qui ne laissent pas passer des particules supérieures à environ 10 à 15 µm. Le crêpage permet au café de s'écouler librement entre le filtre et l'entonnoir de filtration. La pâte à papier utilisée pour fabriquer les filtres à café contient des fibres longues grossières, souvent issues d'arbres à croissance rapide. Des qualités blanchies et non blanchies sont fabriquées. 
Les critères importants caractérisant le filtre en papier sont la forme et la taille, la résistance, la compatibilité, l'efficacité et la capacité. Les filtres à café sont fabriqués en différentes formes et tailles pour s'adapter à différents supports :
- la taille 1 correspond à 1 tasse ;
- la taille 2 correspond à 2-6 tasses ;
- la taille 4 correspond à 8-12 tasses ;
- la taille 6 correspond à 10-15 tasses.